# Stazione di Campagna-Serre-Persano
Stazione di Campagna-Serre-Persano vasútállomás Olaszországban, Campagna településen.

## Vasútvonalak
Az állomást az alábbi vasútvonalak érintik:
- Salerno–Potenza-vasútvonal

## Kapcsolódó állomások
A vasútállomáshoz az alábbi állomások vannak a legközelebb:
- Stazione di Tuoro-Serradarce
- Stazione di Eboli